# Wzgórza Dębowe

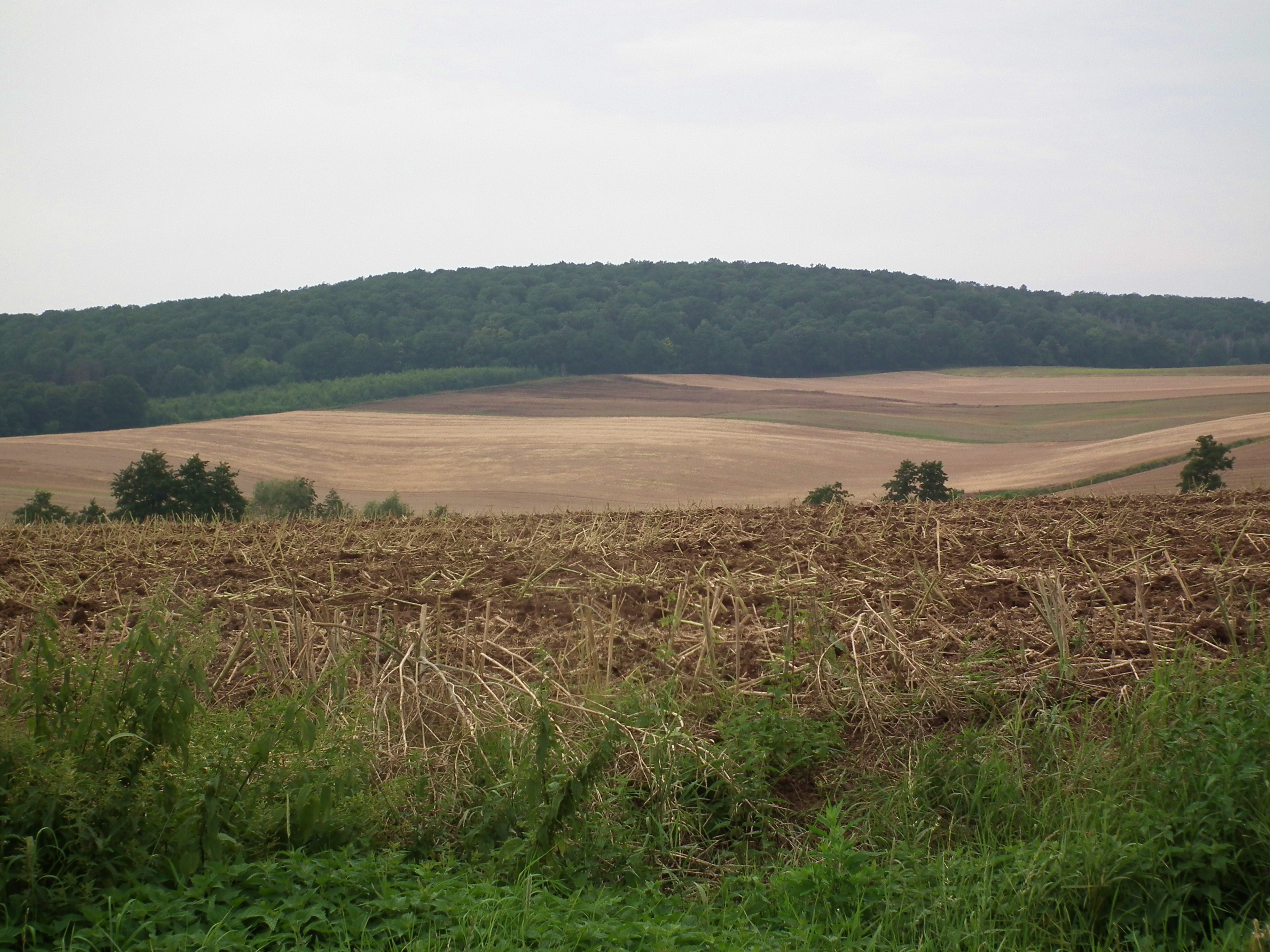
Tylna Dębowa Góra widziana z okolic Strachowa

 Wzgórza Dębowe  – wzgórza w południowo-zachodniej Polsce, na Przedgórzu Sudeckim, stanowiące mikroregion Wzgórz Niemczańsko-Strzelińskich, w województwie dolnośląskim

## Lokalizacja
Pasmo wzgórz położone jest na wschód od doliny Ślęzy i miejscowości Niemcza, w zachodniej części Wzgórz Niemczańsko-Strzelińskich. Od zachodniej strony wzgórza od Wzgórz Gumińskich i Wzgórz Szklarskich oddziela Ślęza, od północy graniczą z Równiną Wrocławska, a od wschodu i południa z Wzgórzami Dobrzenieckimi. Obszar Wzgórz objęty jest obszarem chronionego krajobrazu.

## Opis
Wzgórza Dębowe są podjednostką Wzgórz Niemczańsko-Strzelińskich. Są to niewielkie wzniesienia, nieprzekraczające 400 m n.p.m. Pasmo ma kształt soczewki o długości około 10 kilometrów i rozciąga się na linii południe – północ od miejscowości Ruszkowice do miejscowości Sienice, w kierunku nieczynnej linii kolejowej Kondratowice – Łagiewniki, największą szerokość osiąga w okolicy Niemczy. Najwyższym szczytem pasma jest Ostra Góra (362 m n.p.m.) położona na południowym krańcu, niedaleko od ogrodu dendrologicznego w Wojsławicach. Do większych atrakcyjnych wzniesień zaliczane są: Przednia Dębowa Góra (311 m n.p.m.), Tylna Dębowa Góra (334 m n.p.m.), Starzec (345 m n.p.m.), Wysoki Las (322 m n.p.m.).

## Rzeźba
Wzgórza charakteryzują się urozmaiconą rzeźbą terenu z ostrymi spadkami zboczy, w które wcinają się doliny potoków i głębokie wąwozy o nawianych na krystaliczny rdzeń lessach. Naturalne odsłonięcia skalne są stosunkowo rzadkie i ograniczają się jedynie do zboczy i wciętych dolin potoków.

## Budowa
Wzgórza zajmują północno-wschodni fragment na oderwanym i wypiętrzonym fragmencie formacji skalnej Masywu Czeskiego. Obszar ten powstał w czasie najstarszych ruchów górotwórczych i nie podlegał zmianom w czasie późniejszych fałdowań. Ostateczny wygląd wzgórza otrzymały w okresie epoki lodowcowej, kiedy to lądolód skandynawski naniósł w doliny i obniżenia grubą warstwę osadów. Wzgórza zbudowane są ze skał metamorficznych metamorfiku niemczańsko-kamienieckiego oraz występujących wśród nich wkładkach tzw. sjenitów niemczańskich. Są to łupki krystaliczne, głównie łupki dwułyszczykowe i gnejsy biotytowe z wkładkami gnejsów leptytowych, w których znajdują się wychodnie paleozoicznych granitów, granodiorytów i trzeciorzędowych bazaltów.

## Krajobraz
Krajobraz jest bardzo urozmaicony. Cały obszar pasma jest górzysty. Pasmo przedstawia krajobraz niskich gór i wysoczyzn z wyraźnie zaznaczonymi wzniesieniami, których strome zbocza ponacinane są dolinami potoków i głębokimi wąwozami. Szczyty są kopulaste, zalesione z wyraźnym podkreśleniem stromych zboczy. Większość obszaru zajmują lasy. Krajobraz częściowo przeobrażony. Pierwotny niskogórski charakter krajobrazu w większości został zachowany.

## Klimat
Klimat podgórski jest typowy dla większości obszaru Dolnego Śląska, gdzie mieszają się cechy klimatu oceanicznego kontynentalnego i górskiego. Jest to klimat ciepły, łagodny, o umiarkowanej wilgotności. Przeważają wiatry zachodnie i południowo-zachodnie. Średnia temperatura w skali roku wynosi 8 °C. Najniższe temperatury notuje się w styczniu, najwyższe w lipcu. Średnioroczne opady wynoszą około 700 mm, maksymalne opady notuje się w lipcu, minimalne w styczniu. Czas zalegania pokrywy śnieżnej wynosi zaledwie 60 dni. Wilgotność powietrza jest umiarkowana i sprzyja wegetacji roślin. Okres wegetacyjny wynosi około 220 dni i jest jednym z  dłuższych w Polsce.

## Roślinność i zwierzyna
Najwyższe partie wzgórz są pokryte lasami, w dużej części o składzie naturalnym sztucznie odnawianym. W tych częściach składają się one z dębów, buków, brzóz i lip oraz sztucznie wprowadzanych monokultur świerkowych i sosnowych, które źle się tu utrzymują. W poszyciu występuje: bez czarny, jarzębina, leszczyna, wierzba siwa, a także chroniony wawrzynek wilczełyko. W runie występuje konwalia majowa, konwalijka dwulistna, marzanka wonna, gajowiec żółty, rogownica, borówka czernica. Północny kraniec wzgórz między Sienicami a Księginicami jest w dużej części pokryty roślinnością stepową z udziałem różnych gatunków traw, nad którymi wybijają się krzewy dzikich róż, bzu czarnego, jeżyny oraz kolcowoju szkarłatnego. Z ciekawych roślin zielnych występuje paprotka zwyczajna, rozchodnik wielki i kaukaski, goździk kartuzek, wrotycz pospolity, krwawnik pospolity, żmijowiec zwyczajny, dziurawiec, ślaz dziki, wierzbówka kiprzyca, lepnica rozdęta, dzwonki, starce. Faunę reprezentują ssaki: głównie są to sarny, jelenie, dziki z mniejszych ssaków występują zające, bobry, tchórze, łasice, kuny, wiewiórki. Płazy i gady występujące w tym rejonie to zaskrońce, padalce, traszki i żaby. Na nasłonecznionych stokach występuje żmija zygzakowata.

## Wody
Wzgórza Dębowe należą do zlewiska Morza Bałtyckiego, położone są w dorzeczu Odry Największą rzeką zbierającą wody z zachodnich zboczy wzgórz jest Ślęza, lewostronny dopływ Odry. Ze wschodnich zboczy wody odprowadzane są przez potoki stanowiące dopływy Żelowickiej Strugi.

## Miejscowości
U podnóża wzgórz, po ich zachodniej stronie położone jest miasto Niemcza i wsie Ruszkowice, Podlesie, Wojsławice, Chwalęcin. Po wschodniej stronie wzgórz leżą wsie Strachów, Sienice, Księginice Wielkie, Piotrówek.

## Komunikacja
drogi
- Droga krajowa nr 8 położona wzdłuż zachodniego podnóża równolegle do wzgórz prowadząca z Wrocławia do przejścia granicznego w Kudowie-Zdroju
- droga lokalna prowadząca z Niemczy do Strzelina przecinająca wzgórza w okolicy Wojsławic.

szlaki kolejowe
- wzdłuż zachodniego podnóża równolegle do wzgórz przechodzi nieczynna obecnie linia kolejowa z Łagiewnik do Piławy Górnej.

## Turystyka
Przez wzgórza prowadzą szlaki turystyczne:
- czerwony – z Ziębic prowadzący główną granią Wzgórz Dębowych do Łagiewnik i dalej na Ślężę.
- czarny – z Piławy Dolnej prowadzi przez południową część wzgórz do Ziębic.
- żółty – z Niemczy prowadzi przez południową część wzgórz do Białego Kościoła i dalej.

### Atrakcje turystyczne
- Ogród dendrologiczny Wojsławice założony w drugiej połowie XIX wieku: Kolekcja obejmuje około 1500 gatunków roślin drzewiastych, wiele gatunków krzewów i roślin z rodziny wrzosowatych. Jednak na szczególną uwagę zasługuje kolekcja 470 gatunków różaneczników, która nadaje ogrodowi szczególny charakter zwłaszcza w okresie kwitnienia (maj-czerwiec).
- Punkty widokowe w południowej, szczytowej partii wzgórz.
- Widokowa droga z Niemczy przez Wojsławice do Żelowic, której poszczególne odcinki obsadzone są lipami, gruszami, jabłoniami, czereśniami i platanami.